# 大草鴞
大草鴞（學名：Tyto gigantea）為一種已滅絕的倉鴞，僅棲息於中新世晚期，約11.63-5.333百萬年前，的義大利加爾加諾地區，加爾加諾在中新世時期曾經為獨立的島嶼，如今則為與大陸連結的半島。從目前已出土的化石來判斷，大草鴞的外型與現存的草鴞十分相似，但是體長可達90（35英寸），大於或接近於現存的鵰鴞。大草鴞的翼骨偏小，腿骨較長，代表牠們可能沒有飛行的能力，而是以在地面奔跑獵食為主。

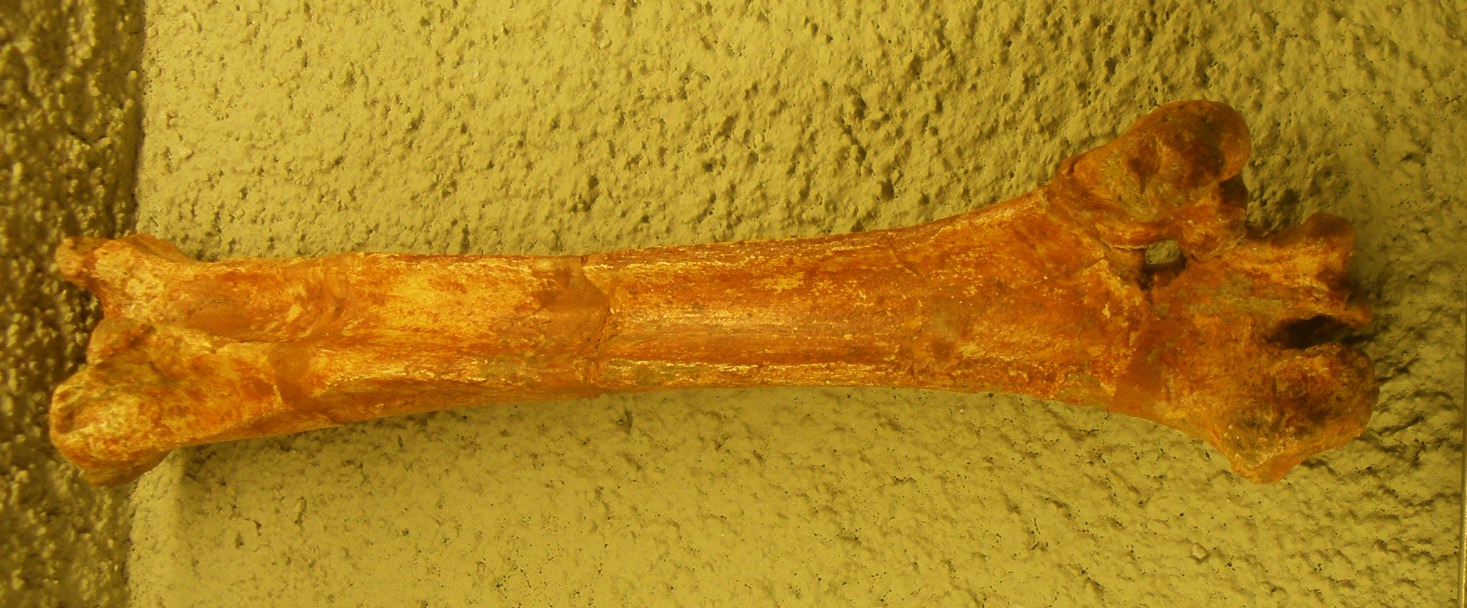
大草鴞的脛跗骨化石

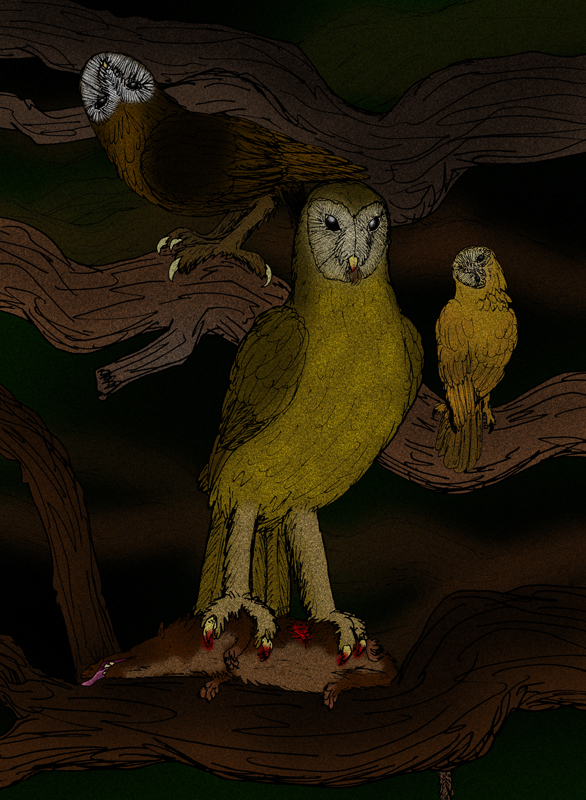
大草鴞復原圖

大草鴞被認為演化自當時廣泛分布於歐洲、翼展可達.15（5.9英寸）的地中海草鴞。這些地中海草鴞在來到加爾加諾島後才逐漸適應陸棲生活，並演化成碩草鴞，碩草鴞較強壯的腿骨足以在地面支撐牠們的重量，但也削弱了牠們的飛行能力。為了捕捉島嶼巨型化的獵物，以及與地中海草鴞競爭，碩草鴞進一步演化為體型更大的大草鴞。
大草鴞與牠們的近親碩草鴞生存時間十分接近，兩者甚至被認為是異名，而兩者體型的差異則認為是兩性異形；然而這項論述後來普遍並不被支持，因為大草鴞與碩草鴞有十分明顯的體型差距（大草鴞至少比碩草鴞大上30%），且兩者的化石從未於同一地區同一地層年代發現（在較年輕的地層中僅有發現大草鴞的化石），目前傾向將兩者看作為獨立物種。大草鴞被認為是為了捕捉島上體型較大的獵物，包括體長可達60（24英寸）的恐毛蝟與其他齧齒類動物，而逐漸演化出更大的體型。